# Badenheim
Badenheim település Németországban, Rajna-vidék-Pfalz tartományban. Lakosainak száma 655 fő (2023. december 31.).

## Népesség
A település népességének változása:
| Lakosok száma | 384  | 584  | 605  | 638  | 656  | 655  |
|               | 1975 | 2017 | 2019 | 2021 | 2022 | 2023 |